# Shiyong Tongbu Tongxing Weixing (satélite)
Shiyong Tongbu Tongxing Weixing (STTW) foi a designação de uma série de satélites de comunicações chineses dedicados principalmente a fornecer serviços de comunicações militares e civis. Todos os satélite STTW foram colocados em órbita geoestacionária.

## Satélites
| Satélite | Fabricante | Data do lançamento     | Veículo de lançamento | Estado    | Nota                                             |
| -------- | ---------- | ---------------------- | --------------------- | --------- | ------------------------------------------------ |
| STTW-T1  |            | 29 de janeiro de 1984  | Longa Marcha 3        | Inativo   | Também conhecido por DFH-2 1                     |
| STTW-T2  |            | 8 de abril de 1984     | Longa Marcha 3        | Inativo   | Também conhecido por DFH-2 2                     |
| STTW-1   |            | 1 de fevereiro de 1986 | Longa Marcha 3        | Inativo   | Também conhecido por DFH-2A 1                    |
| STTW-2   |            | 7 de março de 1988     | Longa Marcha 3        | Inativo   | Também conhecido por DFH-2A 2, ZX-1 e Chinasat 1 |
| STTW-3   |            | 22 de dezembro de 1988 | Longa Marcha 3        | Inativo   | Também conhecido por DFH-2A 3, ZX-2 e Chinasat 2 |
| STTW 4   |            | 4 de fevereiro de 1990 | Longa Marcha 3        | Inativo   | Também conhecido por DFH-2A 4, ZX-3 e Chinasat 3 |
| STTW-5   |            | 28 de dezembro de 1991 | Longa Marcha 3        | Fracassou | Também conhecido por DFH-2A 5, ZX-4 e Chinasat 4 |